# Sébastien Chevallier
Pour les articles homonymes, voir Chevallier.
Sébastien Chevallier, né le 14 juillet 1987 à Versoix, est un joueur de beach-volley suisse. 
Après avoir participé aux Jeux olympiques de 2012 à Londres et avoir remporté le titre de Champion suisse en 2012 avec Sascha Heyer et en 2015 avec Marco Krattiger (vice-champion du monde en 2005), il prend sa retraite à 28 ans, le 22 septembre 2015.

## Palmarès

### Jeux olympiques d'été
- 9e aux Jeux olympiques de 2012 à Londres avec Sascha Heyer

### FIVB Beach Volley World Tour

#### 2011
- Médaille de bronze à Prague (Open) avec Sascha Heyer

#### 2012
- Médaille de bronze à Rome (Grand Chelem) avec Sascha Heyer

### Championnats suisses
- Médaille de bronze à Berne avec Andreas Martin Sutter en 2010
- Médaille de bronze à Berne avec Jan Schnider en 2013
- Médaille d'argent à Berne avec Sascha Heyer en 2011
- Médaille d'argent à Berne avec Alexei Strasser en 2014
- Médaille d'or à Berne avec Sascha Heyer en 2012
- Médaille d'or à Berne avec Marco Krattiger en 2015
- Médaille d'or à Berne avec Alexei Strasser en 2017